# خيرمان سانشيز (سائق سيارة سباق)
خيرمان سانشيز (بالإسبانية: Germán Sánchez Flor)‏ (و. 1989  م) هو سائق سيارة سباق إسباني، ولد في أليكانتي.

## روابط خارجية
- خيرمان سانشيز على موقع DriverDB.com (الإنجليزية)